# Telenassa abrupta
Telenassa abrupta är en fjärilsart som beskrevs av Johannes Karl Max Röber 1914. Telenassa abrupta ingår i släktet Telenassa och familjen praktfjärilar. Inga underarter finns listade i Catalogue of Life.